# Balkanbaardgrasmus
De balkanbaardgrasmus (Curruca cantillans synoniem: Sylvia cantillans) is een zangvogel uit de familie Sylviidae (grasmussen). 

## Kenmerken
Het volwassen mannetje heeft een oranjerode borst en keel, een blauwgrijze kop en mantel, een rode oogring en witte baardstreep. De poten zijn bruinroze. Het vrouwtje lijkt op het mannetje, maar heeft een bruinere bovenzijde, een grijze in plaats van blauwgrijze kop, een wittige oogring en een beigeroze borst. De balkanbaardgrasmus wordt zo'n 12 à 13 centimeter groot. Het verschil in verenkleed met de westelijke baardgrasmus is klein. Bij deze soort is de baardstreep breder en opvallend wit enhet contrast tussen het roodbruin en wit op de borst en buik is duidelijker.

## Broeden
De balkanbaardgrasmus broedt in droge, zandige gebieden in mediterrane struikvegetaties, in open steeneikenbossen of in dicht struikgewas in de buurt van water. Het vrouwtje bouwt een nest van gras en twijgjes.

## Eten
Het voedsel bestaat uit insecten en diverse ongewervelden.

## Verspreiding en leefgebied
De vogel broedt van Italië tot westelijk Turkije en overwintert ten zuiden van de Sahara. Tussen 2000 en 2020 is de vogel in Nederland 27 maal vastgesteld. 
De soort telt twee ondersoorten:
- C. c. cantillans: zuidelijk Italië en Sicilië.
- C. c. albistriata: van noordoostelijk Italië via zuidoostelijk Europa tot westelijk Turkije.

## Gelijkende soorten
- Brilgrasmus
- Grasmus
- Atlasgrasmus